# Bayraktar TB3
A Bayraktar TB3 török közepes repülési magasságú, hosszú repülési idejű (MALE) pilóta nélküli harci repülőgép (UCAV), amelyet a Baykar Makina vállalat fejleszt. A hajófedélzeti üzemelésre is alkalmas repülőgépet rövid fel- és leszállási úthossz jellemzi. 2023. október 27-én repült először. Rendszeresítése 2024-től várható.

## Története
A repülőgép lényegében a Bayraktar TB2 továbbfejlesztett haditengerészeti változata. Fejlesztése azt követően kezdődött, hogy 2020-ban az Egyesült Államok megtiltotta az F–35A vadászrepülőgépek eladását Törökországnak, miután az SZ–400-as légvédelmi rendszert rendelt Oroszországtól. Ezért elkezdték egy hajófedélzeti pilóta nélküli repülőgép fejlesztését a 2023 áprilisában szolgálatba állított Anadolu dokkhajóhoz, amelyre eredetileg az F–35-ösöket szánták. A hajófedélzeti üzemeltetés követelményeinek megfelelően a repülőgép rövid fel- és leszállási úthosszal (STOL) rendelkezik, valamint a szárnyak a hajó történő tároláshoz behajthatók. (A TB3 mellett a Bayraktar Kızılelma többcélú pilóta nélküli harci repülőgép fejlesztését is az Anadolu dokkhajóhoz kezdték el.) A repülőgépbe a TB2-től eltérően a hazai gyártású PD170 turbódízel repülőgépmotort szerelték, amelyet TUSAŞ Motor Sanayii vállalat fejlesztett ki.